# پیپه
پیپه نام گونه‌ای از دهل بومی هرمزگان است که در موسیقی استان هرمزگان و در گونهٔ از موسیقی به نام لیوا استفاده می‌شود. این نوع موسیقی بیشتر در مراسم شادی و سرور اجرا شده و با آن رقص فردی و جمعی با ضرباهنگ‌های خاص اجرا می‌گردد. پیپه را با دو طرف پوست که معمولاً در یک طرف آن با چوب می‌نوازند. پیپه ضربانهای ریتم را هدایت می‌کند. ظاهراً نظر بر این است که پیپه بعدها به جمع دهل و کسر پیوست است. این سه سازکوبه‌ای (دهل، کسر و پیپه) در عمل مکمل یکدیگرند. ریتم اصلی رادهل هدایت می‌کند. پیپه ضربانهای اصلی ریتم را هدایت می‌کند و کسر با ایجاد واریاسیونهای مختلف ریتمیک و خرد کردن ریتم اصلی، به تزیین فضای ریتمیک می‌پردازد و حاصل این ترکیب نوعی پلی ریتمی است. همنشینی چند ریتم با آکسانها یا تاکیدهای مختلف را پلی ریتمی می‌نامند.